# Für Liebe und Ehre
Für Liebe und Ehre (tr. orig. Kabadayı) ist ein türkischer Spielfilm aus dem Jahr 2007. Das Drehbuch schrieb Yavuz Turgul. Regisseur war Ömer Vargı. In Deutschland lief der Film erstmals in den Kinos am 13. Dezember 2007.

## Handlung
Ali Osman und seine Freunde waren einst die Fürsten der Straßen, die Beschützer der Schwachen. Doch die rauen Zeiten sind lange vorbei. Die Revolver, mit denen sie um Gerechtigkeit gekämpft haben, wurden längst gegen Brettspiele und ein ruhiges Rentnerleben eingetauscht. 
Der Sohn Ali Osmans steckt in erheblichen Schwierigkeiten mit Devran, einem Mitglied der Drogenmafia. Die ungleichen jungen Männer kämpfen um dasselbe Mädchen. 
Für Ali Osman wird die Angelegenheit seines Sohnes schnell zur Ehrensache. Devrans Selbstjustiz verstößt gegen Ali Osmans Ehrenkodex der Straße. Auch Devran erkennt bald, dass der alte Herr nichts vom Kampfgeist verloren hat, für den er einst so gefürchtet wurde. Zum Schluss bezwingt Ali Osman den Mafioso Devran.

## Kritiken
„Der zuweilen schematisch wirkende Thriller spielt klassische Genremomente zwischen grantelnder Einsilbigkeit und dem verhaltenen Hang zum Menscheln als Diskurs über zeitgenössischen Zynismus und traditionellen Ehrenkodex aus und stellt Fragen nach dem Verhältnis zwischen Macho und "richtigem Mann", wobei auch eine homosexuelle Identifikationsfigur zum Tragen kommt.“